# Reales Fábricas de Bronce y Latón
La Reales fábricas de bronce y latón de San Juan de Alcaraz, Ubicadas en la Sierra de Alcaraz, (Albacete) fueron creadas en 1773 por el ingeniero vienés nacionalizado español Juan Jorge Graubner, atraído por la noticia de la existencia de una mina de calamina, mineral del que se extrae cinc para fundirlo con cobre y crear la aleación llamada latón, y su actividad industrial se prolongó durante 223 años. Cuentan con el estatus de bien de interés cultural, en la categoría de conjunto histórico.

## Historia
Juan Jorge Graubner llegó a Madrid en 1758 con apenas veintidós años y, tras trece de trabajo e invenciones diversas en metalurgia y maquinaria, fue a Riópar por primera vez en 1771 e inspeccionó la mina concibiendo un proyecto del que dio cuenta al rey Carlos III. Imbuido este de los ideales de desarrollo económico de la Ilustración, concedió a Graubner diversas gracias y franquicias para proteger y empezar esta industria y las fábricas se crearon oficialmente por medio de una Real Cédula del 19 de febrero de 1773.
Fueron así estas fábricas las primeras de este tipo creadas en España y las segundas en el mundo, ya que solo existían hasta entonces las de Goslar (Hannover). 
Graubner dividió en dos grupos las instalaciones. Uno, "San Juan", junto al arroyo Gollizo (El Royete), para fabricar objetos manufacturados en latón. El otro, "San Jorge", se instaló junto al río Mundo, debajo de la mina, para labrar el cobre y extraer el cinc. Ambos lugares estaban muy distantes, a media hora de Riópar, así que hubo que construir un pueblo nuevo, San Juan de Riópar, para albergar a los obreros. Primero se llamó Fábricas de San Juan de Alcaraz, posteriormente Fábricas de Riópar y actualmente tomó el nombre del antiguo municipio de Riópar renombrando a este como Riópar Viejo. 
En 1781 se logró concentrar toda el agua del río Mundo en la presa El Laminador para alimentar la rueda y máquinas del martinete de cobre y desde ese momento el complejo fabril entró verdaderamente en funcionamiento.
El hecho de que las fábricas estuvieran administradas a la vez por Graubner y por el concejo de Alcaraz causaba numerosos problemas burocráticos, por lo que en 1785 las fábricas pasaron a ser administradas por la Real Hacienda a través de dos comisionados. En 1792 fueron visitadas por Eugenio Larruga, quien dejó constancia de ello en el volumen XVIII (1792) de sus Memorias económico-políticas. 
Veinte años después del fallecimiento de Graubner en 1801, el 31 de diciembre de 1821, las fábricas fueron cedidas por la Real Hacienda a doña Josefa Fernández de Folgueras para honrar la memoria de su padre, asesinado cuando era capitán general de Filipinas. Esta señora formó una compañía industrial junto con su esposo, Manuel Bernáldez Pizarro, y don Rafael de Rodas Hoyos, "Rodas, Bernáldez y Cía."
Y en 1846 se formó otra sociedad, la Compañía metalúrgica de San Juan de Alcaraz. 
Las manufacturas allí realizadas cosecharon medallas de oro, plata y bronce en distintas Exposiciones Internacionales: Madrid (1850), Londres (1862), Filadelfia (1876), París (1878), Barcelona (1888), entre otras. Incluso la gran medalla de oro del Consejo Superior de la Sociedad Científica Europea de París. En 1869 fueron las primeras en fabricar cartuchos Rémington.

## Estatus patrimonial
El 6 de julio de 2010, las Fábricas de Metales de Riópar fueron declaradas Bien de Interés Cultural, mediante un decreto publicado el día 14 de ese mismo mes en el Diario Oficial de Castilla-La Mancha, con la rúbrica de Santiago Moreno González, secretario del Consejo de Gobierno.

## Museo de las Reales Fábricas de San Juan de Alcaraz
A finales del siglo XIX la mina de calamina pierde rentabilidad, las fábricas entran en regresión y tras algunos esfuerzos por su mantenimiento y recuperación por empresas privadas, cierran definitivamente en 1996. Sus instalaciones fueron transformadas en el Museo de las Reales Fábricas de San Juan de Alcaraz (C/ San Vicente, 2). 
En la actualidad se mantiene la vieja tradición a través de la fabricación y venta de sus famosos artículos decorativos, lámparas y muebles de bronce, como principal mercado de menaje rústico tradicional y como souvenirs.